# Ravel (project)
Ravel is een buurt en deelgebied in aanbouw van Zuidas in Amsterdam. Het is vernoemd naar de Franse componist Maurice Ravel.
De buurt ligt direct ten zuiden van de snelweg Ring A10 zuid. Door het midden van de buurt verbindt de Maurice Ravellaan van oost naar west de Antonio Vivaldistraat met de Beethovenstraat, in het verlengde van de Gustav Mahlerlaan.
Ten noorden van de Maurice Ravellaan bevinden zich en vijf voetbalvelden van Sportpark 'Goed Genoeg' van de Amsterdamsche Football Club en woon- en werkgebouw Valley, dat als eerste permanente gebouw in 2017 in aanbouw ging.
In 2020 werden voor het zuidelijk deel van Ravel de plannen bekendgemaakt voor een gemengde woon- en werkbuurt. Rondom een centraal autovrij groen parkachtig binnenhof (Hector Berliozplein en Hector Berliozstraat, vernoemd naar Hector Berlioz) worden verschillende bouwblokken voorzien en aan de Maurice Ravellaan enkele torens tot 115 meter hoog. Naast 1.350 woningen die vooral gericht zullen zijn op gezinnen komen hier ook kantoren, horeca, kleine bedrijfsruimtes en enkele maatschappelijke voorzieningen.

## Lijst van gebouwen
| Naam                                | Voltooid | Hoogte | Verdiepingen | Functie                        | Architect                              |
| ----------------------------------- | -------- | ------ | ------------ | ------------------------------ | -------------------------------------- |
| Valley                              | 2021     | 100 m  | 27           | Kantoor, wonen, horeca, museum | MVRDV                                  |
| AFC Clubhuis                        | 2021     |        | 1            | Sport, horeca                  | Paul de Ruiter Architecten             |
| Student Experience Amsterdam Zuidas | 2015     |        | 4            | Wonen, horeca                  | OZ Architect                           |
| Kindercampus Zuidas                 | 2014     |        | 3            | Onderwijs                      | Fact Architects, Hund Falk architecten |